# Hemerocampa guatemalteca
Hemerocampa guatemalteca är en fjärilsart som beskrevs av William Schaus 1920. Hemerocampa guatemalteca ingår i släktet Hemerocampa och familjen tofsspinnare. Inga underarter finns listade i Catalogue of Life.